# Isle-et-Bardais
Isle-et-Bardais è un comune francese di 282 abitanti situato nel dipartimento dell'Allier della regione dell'Alvernia-Rodano-Alpi.
Il suo territorio comunale è bagnato dal fiume Marmande.

## Società

### Evoluzione demografica
Abitanti censiti